# Aeroport de Bucarest-Aurel Vlaicu
L'aeroport internacional Aurel Vlaicu (IATA: BBU OACI: LRBS) o Aeroport de Bucarest-Băneasa és un dels aeroports que hi ha a la ciutat de Bucarest, a Romania i està situat al barri de Băneasa. És el segon aeroport de Romania en termes de trànsit aeri. Està situat concretament a 8 km del centre de la ciutat i, hi ha diversos mitjans de transport per a comunicar-lo amb ella. Rep el nom del pioner de l'aviació Aurel Vlaicu.

## Història
Els primers vols que es donaren a l'àrea de Băneasa, van ser ocasionats per un francès pioner de l'aviació anomenat Louis Blériot. El 1912 es va inaugurar al camp de vol de Băneasa la primera escola de vol de Romania. Açò fa que el de Băneasa siga l'aeroport més antic d'Europa de l'est, i un dels més antics del món. El 1920, l'aeroport va servir de base a la primera companyia d'aviació que va existir a Romania, i una de les més velles del món, CFRNA (Companyia franco-romana d'aviació), que va ser la precursora de l'actual companyia nacional d'aviació, TAROM. El 1923, CFRNA va construir tota mena de facilitats per al bon funcionament de l'aeroport, com hangars, tallers, etcètera. L'actual edifici de la terminal va ser dissenyat a final dels anys 40, inaugurat el 1952 i va ser considerat com una facció característica de Bucarest. L'edifici consisteix en una cupula amb tres ramificacions que representa un avió despegant.
Durant el període comunista, l'aeroport va ser la base central de TAROM, i l'altre aeroport de Bucarest, l'aeroport internacional Henri Coănda, va ser utilitzat per a vols internacionals. Al començament del 2000, TAROM va moure tota la seua activitat a l'aeroport de Henri Coănda i, actualment, l'aeroport de Aurel Vlaicu s'utilitza per a viatges de negocios i companyies de baix cost, siguent la base de Blue Air en l'actualitat.

## Estadístiques
L'aeroport va registrar un total de 1,768,000 passatgers l'any 2008.

## Aerolinies i destinacions
Blue Air: Arad, Barcelona, Berlin-Tegel, Bologna, Brussels, Catania, Cluj Napoca [starts 22 July], Cologne/Bonn, Cuneo, Larnaca, Lisbon, London-Stansted, Lyon, Madrid, Malaga, Bergamo-Orio al Serio, Naples, Paphos, Beauvais-Tille, Reus, Rome-Fiumicino, Stuttgart, Thessaloniki, Valencia, Verona.
Germanwings: Berlin-Schönefeld, Cologne/Bonn, Stuttgart.
MyAir: Bari, Bologna, Catania, Bergamo-Orio al Serio, Naples, Rimini, Venice-Marco Polo.
OnAir (operat per Blue Air): Pescara.
Wizz Air: Brussels South-Charleroi, Dortmund, London-Luton, Madrid, Bergamo-Orio al Serio, Beauvais-Tille, Rome-Ciampino, Valencia, Venice-Treviso.

## Connexions amb la ciutat
Es pot accedir a l'aeroport des de Bucarest mitjançant les línies 131 i 335 de la RATB (Servei Públic de Transport), amb l'autobús express de la ruta 783 o amb la línia de metro 5.